# Zinswiller
Zinswiller (Duits: Zinsweiler) is een gemeente in het Franse departement Bas-Rhin in de regio Grand Est. De gemeente telde 722 inwoners op 1 januari 2022.

## Geschiedenis
De gemeente maakte voor 2015 deel uit van het arrondissement Haguenau en kanton Niederbronn-les-Bains. Op 1 januari 2015 fuseerde het arrondissement met het arrondissement Wissembourg tot het arrondissement Haguenau-Wissembourg. Toen op 22 maart 2015 het kanton werd opgeheven werden de gemeenten ervan opgenomen in het op die dag gevormde kanton Reichshoffen.

## Geografie
De oppervlakte van Zinswiller bedraagt 7,14 vierkante kilometer; Op 1 januari 2022 was de bevolkingsdichtheid 101,1 inwoners per km².
De onderstaande kaart toont de ligging van Zinswiller met de belangrijkste infrastructuur en aangrenzende gemeenten.

## Demografie
Onderstaande figuur toont het verloop van het inwonertal.

## Geboren
- Marguerite Anne de Blonay (1897-1966), Zwitserse beeldhouwster

- Bibliothèque nationale de France: cb15271700t (data)
- Nationale Bibliotheek van Israël: 987010312135105171

Biblisheim · Bitschhoffen · Dambach · Dieffenbach-lès-Wœrth · Durrenbach · Engwiller · Eschbach · Forstheim · Frœschwiller · Gumbrechtshoffen · Gundershoffen · Gunstett · Gœrsdorf · Hegeney · Kindwiller · Kutzenhausen · Lampertsloch · Langensoultzbach · Laubach · Lembach · Lobsann  · Merkwiller-Pechelbronn · Mertzwiller · Mietesheim · Morsbronn-les-Bains · Niederbronn-les-Bains · Niedermodern · Niedersteinbach · Oberbronn · Oberdorf-Spachbach · Obersteinbach · Offwiller · Preuschdorf · Reichshoffen · Rothbach · Uhrwiller · Uttenhoffen · Val-de-Moder · Walbourg · Windstein · Wingen · Wœrth · Zinswiller